# Lucia Schnog
Lucia Schnog De la Fuente is een Curaçaos danseres en choreografe. Ze opende in 1971 haar Ecole de Danse met de dansvormen jazz- en klassiek ballet. Sinds 1979 treden onder haar leiding (semi)professionele dansers op in haar Antillean Dance Theatre (ADT). Daarnaast maakt ze beeldende kunst.

## Biografie
Het was mevrouw Van Walraven die de zesjarige Lucia haar eerste danspassen en het plezier in ballet bijbracht. Jaren later vertrok ze naar de Nederlandse stad Delft voor haar studie. Die voltooide ze met een staatsdiploma  als balletpedagoge en toneeldanseres. Haar specialisatie is jazz- en klassiek ballet en ze leerde ook het ballet uit de Russische school.
Terug op Curaçao richtte ze in maart 1971 haar eigen balletstudio op met de naam Ecole de Danse met een vestiging aan de Kleermakersweg in Willemstad. Ze leverde de choreografie voor het toneelstuk De Fisici dat in november van dat jaar in première ging. Ook maakte ze de dansvoorstellingen voor kindertoneel, zoals van Prikkebeen in Centro Pro Arte (CPA). Anderhalf jaar na de opening, telde haar dansschool al 350 leerlingen. Ook daarna werkte ze aan jeugdvoorstellingen in CPA, zoals een serie musicals in 1975 in samenwerking met het Comité Jeugdconcert. Ook trad ze met haar balletgroep op. Een van haar pupillen van het eerste uur was de latere toneelschrijver Roy Colastica.
In augustus 1979 opende ze met Ecole de Danse haar nieuwe balletstudio aan de Saliña Abaostraat. In april 1980 formeerde ze een (semi)professionele groep in haar school onder de naam Antillean Dance Theatre (ADT) waarover zij met Helma Bakhuis de artistieke leiding nam. De groep bestond voornamelijk uit dansers die zij al sinds 1971 had opgeleid. Ook Helma Bakhuis was ongeveer sinds de start van de Ecole betrokken. Een maand later kwamen ze met de eerste balletten van de ADT.
In 1988 kreeg Schnog samen met Carmita Henriquez de prestigieuze Curaçaose Cola Debrotprijs toegekend. De jury oordeelde dat ze zich elk op hun terrein – dans en folklore – verdienstelijk hebben onderscheiden.
Lucia Schnog was ook geregeld te horen en zien in de media. Ze sprak in 1979 over de opening van haar nieuwe balletstudio in het programma Interview op Radio Hoyer. Met financiering van OKSNA werd een documentaire over Ecole de Danse gemaakt die in oktober 1992 in het auditorium van de bibliotheek werd vertoond. Een maand later werd de documentaire op televisie uitgezonden door TeleCuraçao.
Verder is ze beeldend kunstenaar van onder meer textielwerken. Ze heeft haar kunst op Curaçao geëxposeerd tijdens onder anderen de Open Atelier Route.